# Harald Blauzahns Goldscheibe
Harald Blauzahns Goldscheibe, nach der latinisierten Form von Haralds Vaternamen Gormson auch als Curmsun Disc bezeichnet, ist eine beschriftete Goldscheibe, auf der in lateinischer Sprache unter anderem der Name des dänisch-norwegischen Königs Harald Blauzahn erwähnt wird. Die im Jahr 2014 einer größeren Öffentlichkeit bekannt gewordene Scheibe wird zwischen 960 und 1125 n. Chr. datiert.

## Beschreibung
Die konkave Scheibe hat einen Durchmesser von 4,5 cm und ein Gewicht von 25,23 Gramm. Metallurgische Untersuchungen der Universität Lund in Schweden hatten einen Goldgehalt zwischen 83 und 92 % und Materialverunreinigungen zum Ergebnis, wie sie von goldenen Artefakten des frühen Mittelalters bekannt sind.
Die Scheibe trägt auf der Vorderseite eine Inschrift in lateinischen Buchstaben: „+ARALD CVRMSVN+REX AD TANER+SCON+JVMN+CIV ALDIN+“. Auf der Rückseite ist ein Achteck abgebildet, das ein Kreuz umschließt. In den Ecken des Kreuzes befinden sich vier Punkte.

## Authentizität

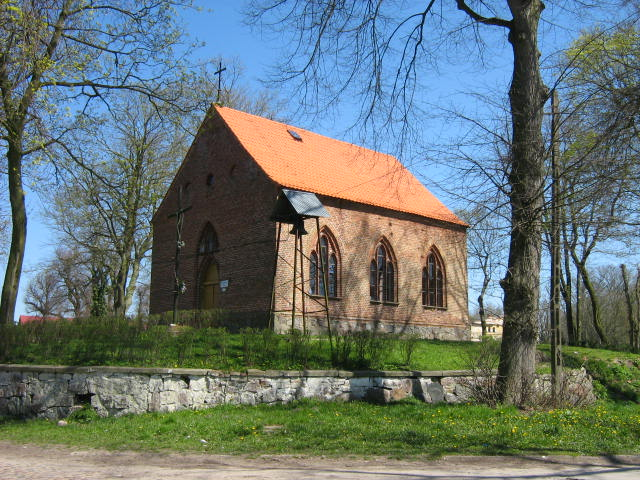
Kirche von Wiejkowo (Groß Weckow) 2008

Die Ergebnisse der Materialuntersuchung sprechen für eine Herstellung mit mittelalterlichen Techniken. Demgegenüber sind Fundgeschichte, Fundort und Fundzusammenhang nur mündlich überliefert. Danach soll die Goldscheibe als Teil eines Wikingerschatzes im Jahr 1841 zufällig bei Umbauarbeiten in der mittelalterlichen Krypta der Kirche von Groß Weckow (heute Wiejkówo) einige Kilometer östlich von Wollin im heutigen Polen entdeckt worden sein. Tatsächlich ist die heutige Kirche von Groß Weckow 1842 als Ersatz für einen abgebrannten Vorgängerbau errichtet worden. Über einen Schatzfund berichten die zeitgenössischen Quellen in diesem Zusammenhang jedoch nichts. Der Fundzusammenhang ist ebenfalls nicht dokumentiert. Angeblich gehören dazu vier weitere Artefakte, darunter eine Münze Kaiser Ottos des Großen. In den Wirren gegen Ende des Zweiten Weltkrieges soll der Fund dann 1945 in Privatbesitz gelangt sein, ehe er im Jahr 2014 erstmals einer breiteren Öffentlichkeit bekannt wurde. Aufgrund der Inschrift sorgte er sowohl in der Boulevardpresse als auch in der Fachwelt für erhebliches Aufsehen.

## Interpretation und Datierung
Übersetzt lautet die lateinische Inschrift: „Harald Gormsøn König der Dänen, Scania, Jomsburg, Stadt Aldinburg.“ Dabei werden Harald als Harald Blauzahn und Aldinburg als Oldenburg in Holstein identifiziert. Bei der Jomsburg handelt es sich um eine legendäre Wikingerburg, die in der Nähe des Fundortes vermutet wird. Scania bezeichnet Schonen im heutigen Schweden. Die Punkte in den Ecken des Kreuzes könnten die vier Evangelisten symbolisieren. Der Archäologe Sven Rosborn vermutet, die Goldscheibe könnte von fränkischen Mönchen im Zusammenhang mit Harald Blauzahns Beerdigung hergestellt worden sein. Nach einer Theorie des dänischen Archivars Steffen Harpsøe (veröffentlicht in der Zeitschrift Siden Saxo, herausgegeben durch das Statens Arkiver) könnte die Goldscheibe vom lokalen Klerus in der Gegend um Wollin und Groß Weckow zwischen 1050 und 1125 hergestellt worden sein, mit dem Zweck, Harald Blauzahn zu kanonisieren.